# Rhaphium penicillatum
Rhaphium penicillatum är en tvåvingeart som beskrevs av Friedrich Hermann Loew 1850. Rhaphium penicillatum ingår i släktet Rhaphium och familjen styltflugor. Enligt den finländska rödlistan är arten otillräckligt studerad i Finland. Arten är reproducerande i Sverige. Artens livsmiljö är öppna översvämningsstränder med finsediment vid sötvatten. Inga underarter finns listade i Catalogue of Life.